# 아쓰타정
아쓰타정(熱田町)은 아이치현 아이치군에 설치되었던 정이다. 현재의 나고야시 아쓰타구의 일부에 해당한다.